# Corrhenes fulva
Corrhenes fulva är en skalbaggsart som beskrevs av Francis Polkinghorne Pascoe 1875. Corrhenes fulva ingår i släktet Corrhenes och familjen långhorningar. Inga underarter finns listade i Catalogue of Life.